# Léon Zeller
Pour les articles homonymes, voir Zeller.
Léon Paul Louis Zeller (né le 29 octobre 1868 à Oberbruck et mort le 22 avril 1945) est un général de division français.

## Biographie
Léon Zeller voit le jour dans la haute vallée de Doller en amont de Masevaux, presque au pied du ballon d'Alsace. Son père et ses oncles, à la suite de son grand-père, sont industriels dans les filatures et tissages de coton et exploitent de petites usines dans les villages de la vallée : Dolleren, Sewen, Oberbruck, Wegscheid, Kirchberg Langelfeld. À la suite de l'annexion allemande de l'Alsace-Lorraine en 1871, son père Victor Zeller opte pour son fils pour la nationalité française en 1872. Léon Zeller fait ses études en territoire français à Belfort à 30 km d'Oberbruck puis au collège Stanislas.
Reçu en 1887 à l'École polytechnique, il choisit l'artillerie. Il sert au 4e régiment d'artillerie à Besançon sous les ordres du colonel Langlois. En 1894 il épouse  la sœur de l'historien Louis Madelin, Geneviève Madelin avec qui il aura onze enfants dont 3 feront carrière dans les armes : André, Henri et Paul. De 1898 à 1900 il est élève à l'École de guerre où il a le chef de bataillon Foch pour professeur d'histoire militaire, de stratégie et de tactique générale.
En 1903, il est officier d'ordonnance du général commandant l'artillerie du 11e corps d'armée à Vannes quand le lieutenant-colonel Foch prend le commandement du  35e régiment d'artillerie. Léon Zeller séjourne ensuite à Soissons auprès du général de Castelnau qui commande une brigade.
À la veille de la Première Guerre mondiale, il est chef d'état-major à la 43e division nouvellement créée sous les ordres du général Lanquetot. Il sert à l'état-major de la deuxième armée de février 1915 à septembre 1916, successivement sous les ordres du général de Castelnau, du général Pétain et du général Nivelle. Il a ensuite divers postes dont le commandement d'un régiment. 
En mai 1917, il rejoint le 3e bureau du GQG à Compiègne pour remplacer le colonel Renouard .
Pétain lui demande de planifier trois opérations pour montrer que l'armée française est capable d'offensive après l'échec de l'offensive Nivelle et les mutineries de 1917 : le bois de Houthulst en Belgique, la reprise de la rive gauche de Verdun et la Malmaison. Il quitte le GQG en septembre pour prendre le commandement de l'artillerie du 8e corps.
Après la guerre, il est nommé général et termine sa carrière à la tête de la 14e division d'infanterie à Mulhouse. Mis à la retraite en 1930, il s'installe à Colmar et séjourne en été dans la maison familiale d'Oberbruck dont il a hérité. 
La publication posthume des mémoires controversées du maréchal Joffre en 1932 le décide à écrire ses souvenirs sur les généraux Foch, Pétain, de Castelnau et Joffre. Bien que ses écrits ne soient ni hagiographiques, ni polémiques, Léon Zeller conseille à ses enfants d'attendre une cinquantaine d'années avant de les publier.
Les Allemands l'expulsent d'Alsace en septembre 1940. Réfugié à Lyon, il se rend une dernière fois auprès du maréchal Pétain pour lui expliquer la situation de l'Alsace complètement occupée par les Allemands. Après avoir soutenu la Résistance, il retourne chez lui à Oberbruck tout juste libéré pendant l'hiver 1944-1945.

## Ouvrage
- Général Léon Zeller, Souvenirs sur les Maréchaux Foch et Pétain, préface de Jean-Louis Georgelin, annoté par le colonel Claude Franc, 224 p., Coll. Armes & Armées, Economica, 2018
- Général Léon Zeller, Souvenirs sur le Maréchal Joffre et le général de Castelnau, préface de Jean-Louis Georgelin, annoté par le colonel Claude Franc, 272 p., Coll. Armes & Armées, Economica, 2020